# خیال دیو
خیال دیو کتابی از ابراهیم تقوی است که در سال ۱۳۶۳ منتشر و در مراسم کتاب سال جمهوری اسلامی ایران به‌عنوان کتاب برگزیده معرفی شد.